# Camille Cerf (Miss France)
Pour les articles homonymes, voir Cerf (homonymie) et Camille Cerf.
Camille Cerf, née le 9 décembre 1994 à Calais, est une reine de beauté, mannequin, créatrice de lingerie et animatrice française, élue Miss Nord-Pas-de-Calais 2014 puis Miss France 2015.

## Biographie

### Enfance
Née le 9 décembre 1994 à Calais, Camille Cerf a une sœur jumelle dizygote, Mathilde.
Elle a grandi à Coulogne, près de Calais. Elle est scolarisée à l'école Jeanne-d'Arc, à l'école Sainte-Anne de Coulogne, au collège Jean-Monnet de cette même ville, puis au lycée Pierre-de-Coubertin de Calais.

### Début dans le mannequinat
Camille Cerf est finaliste du concours Elite Model Look à 15 ans et devient mannequin pour l'agence Elite.

### Formation
Étudiante en deuxième année d'école de gestion et de commerce EGC de Lille au moment de son élection, elle souhaitait devenir attachée de presse ou chargée de communication,.
En 2017, elle obtient un Bachelor à l'école de gestion et de commerce EGC de Lille après avoir remporté l'édition 2017 du Challenge national E-business EGC à Paris pendant sa troisième année de Bachelor EGC.

### Vie privée
Elle s'engage dans la lutte contre le cancer après le décès de son père survenu en septembre 2013,.
En 2014, au moment de son élection, Camille Cerf est en couple avec Maxime Bera.
De 2018 à fin décembre 2020, elle est en couple avec le kinésithérapeute Cyrille Roty.
Depuis 2021, elle est en couple avec le mannequin Théo Fleury. Elle annonce le 26 avril 2023, sur son compte instagram, attendre un enfant,, précisant en mai qu'il s'agit d'un garçon. Elle donne naissance à un garçon prénommé Malo le 18 août 2023.

### Apparence physique
Les cheveux naturels de Camille Cerf sont châtains et sont teints depuis plusieurs années en blond doré rehaussé de reflets caramel.

## Miss France 2015

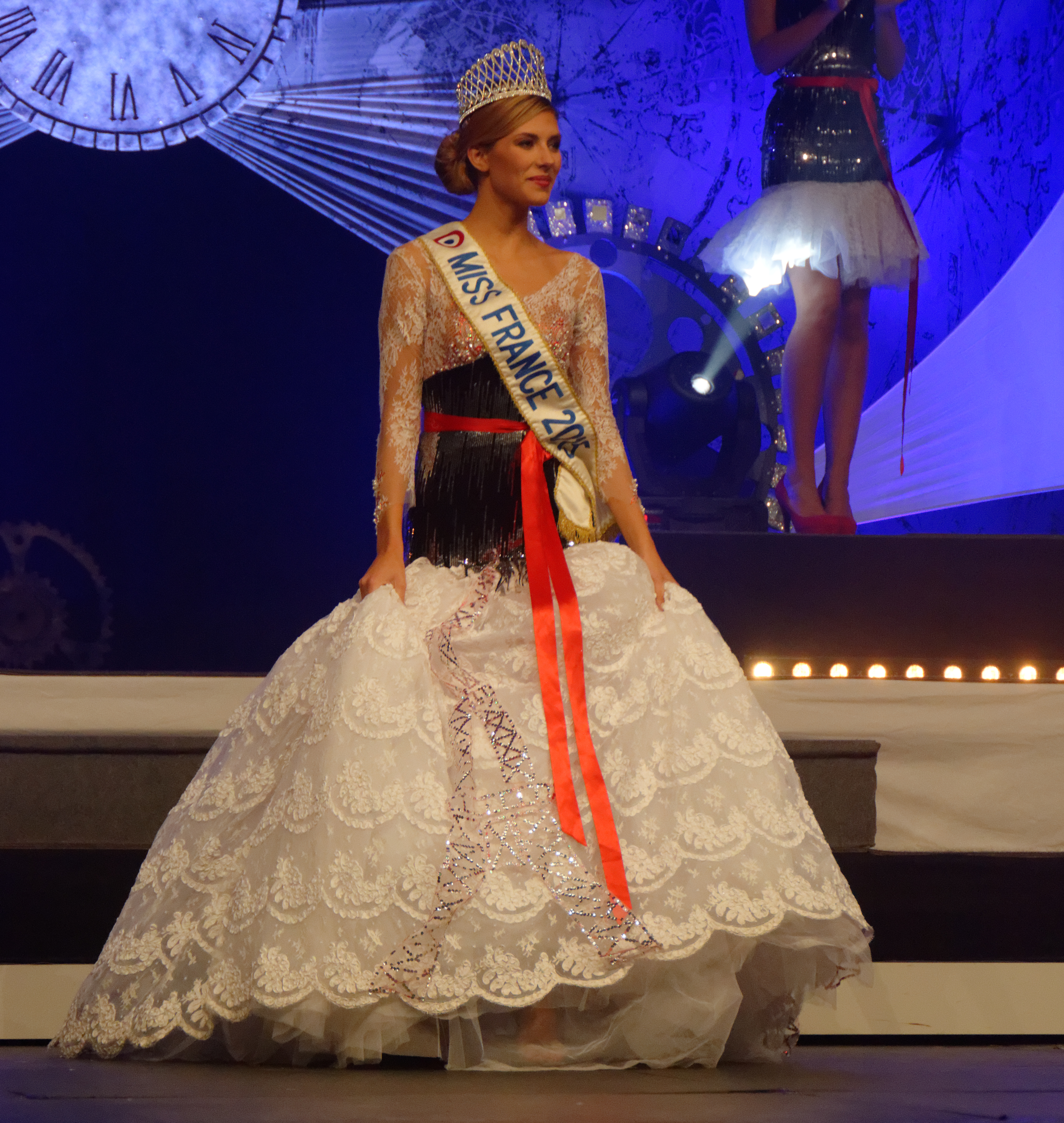
Camille Cerf lors de l'élection de Miss Franche-Comté 2015.

### Parcours
- Miss Valenciennois 2014, élue le 17 mai 2014 à Valenciennes.
- Miss Nord-Pas-de-Calais 2014, élue le 25 octobre 2014 à Saint-Amand-les-Eaux.
- Miss France 2015, élue le 6 décembre 2014 à Orléans.
- Classée dans le Top 15 de l'élection de Miss Univers 2014, le 25 janvier 2015 à Doral, États-Unis.

### Élections
Élue Miss Nord-Pas-de-Calais le 25 octobre 2014, elle participe à l'élection de Miss France 2015, qu'elle remporte le 6 décembre 2014 au Zénith d'Orléans avec 29,3 % des votes du public. Elle succède ainsi à Flora Coquerel, Miss France 2014. Elle est la première Miss Nord-Pas-de-Calais élue Miss France.
Elle a pour dauphines :
- 1re dauphine : Miss Tahiti, Hinarere Taputu
- 2e dauphine : Miss Côte d'Azur, Charlotte Pirroni
- 3e dauphine : Miss Aquitaine, Malaurie Eugénie
- 4e dauphine : Miss Alsace, Alyssa Wurtz
- 5e dauphine : Miss Picardie, Adeline Legris-Croisel
- 6e dauphine : Miss Nouvelle-Calédonie, Mondy Laigle

Le 25 janvier 2015, elle représente la France au concours Miss Univers 2014 à Doral en Floride aux États-Unis. Éliminée en finale, elle figure dans le Top 15 des finalistes du concours remporté par Miss Colombie Paulina Vega.
Le 19 décembre 2015 au Zénith de Lille, Camille Cerf transmet sa couronne à Iris Mittenaere, également originaire du Nord-Pas-de-Calais, élue Miss France 2016.

### Événements en tant que Miss France 2015
Le 13 avril 2015, elle participe au Zénith de Lille à la 4e édition d'« Une Nuit à Makala » organisée par le footballeur international français et joueur du LOSC Lille Rio Mavuba.
Fin octobre 2015, à l'occasion de la Fashion Week, elle défile pour Jean-Paul Gaultier en République dominicaine.

## Après Miss France

### Partenariats commerciaux
En 2016, Camille Cerf devient la nouvelle égérie de la maison Bellini.
En 2018, Camille Cerf devient ambassadrice Garnier pour sa ligne de soin cheveux Hair Food Fructis.
En 2019, elle sort sa collection de lingerie en collaboration avec la marque de lingerie nordiste Pomm'Poire afin d'offrir des sous-vêtements féminins en dentelle de Calais qui soient adaptés à toutes les morphologies,,. Elle travaille avec les cofondateurs de l'enseigne : Anne Montaye et Alexandre Montaye.
En 2020, elle crée un bonnet avec la marque d'accessoire Cabaïa. Une partie des bénéfices était reversée à la Société protectrice des animaux. Elle devient aussi l'égérie de la marque pour la saison automne-hiver 2021.

### Activités médiatiques

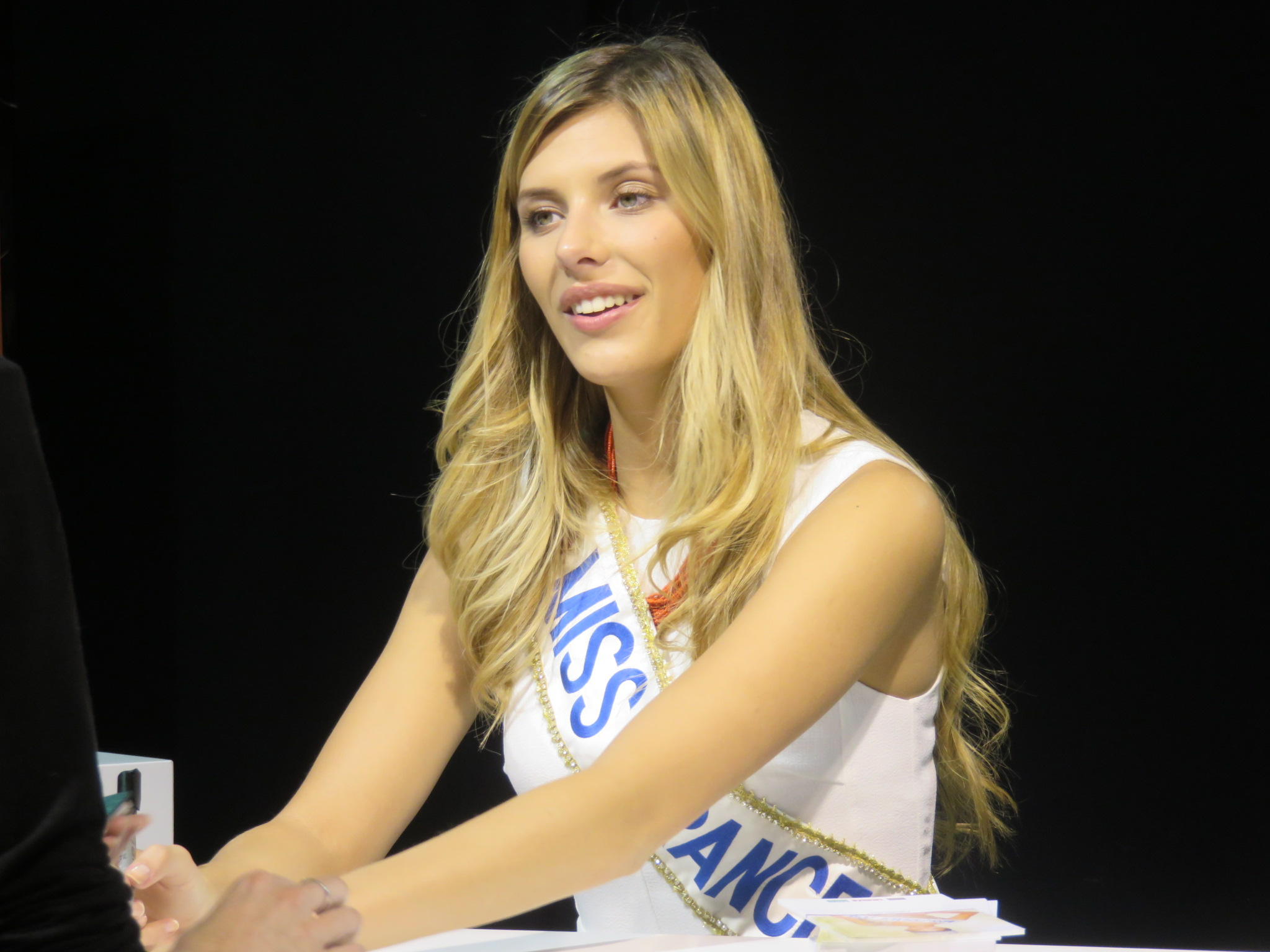
Camille Cerf, lors d'une séance de dédicace, en 2015.

#### Radio
De 2021 à 2022, elle coanime, les samedi et dimanche de 13 à 14 heures, l'émission What's Fun sur Fun Radio.

#### Télévision

##### Animatrice
- 2017-2019 : Le Super Bêtisier (NRJ12)
- 2018 : Quand Harry rencontre Meghan (NRJ 12)
- 2019-2020 : Le Bêtisier des Camille(s) avec Camille Lacourt (NRJ 12)
- 2022 : Les nouvelles maisons préférées des Français (Gulli)
- 2022-2024 : Les parcs d'attractions préférés des Français (Gulli)
- 2022 : Noël : la fête préférée des Français (Gulli)
- 2023 : Les secrets des plus grandes foires de France (Gulli)
- 2025 : Intervilles (France 2) : coanimation avec Nagui, Bruno Guillon, Valérie Bègue, Magali Ripoll et Yoann Riou

##### Chroniqueuse
- 2016 : Le RePley de la semaine animé par Guillaume Pley (CStar)
- 2023 : Les 100 vidéos qui ont fait rire le monde entier (W9)

##### Participante/candidate
- Depuis 2015 : Vendredi tout est permis avec Arthur (TF1)
- Depuis 2015 : Fort Boyard (France 2)
- 2015 : Le Maillon faible (D8)
- 2015 : À prendre ou à laisser, spécial Miss France (D8)
- 2016 : Qu'est-ce que je sais vraiment ? (M6)
- 2016 : Le Grand Blind Test (TF1)
- 2017 : Le Meilleur Pâtissier spécial célébrités (M6)
- 2018 : The Island : Célébrités (M6)[29]
- 2018-2019 : Drôlement bête, les animaux en questions (France 4) : participante
- Depuis 2018 : Tout le monde a son mot à dire (France 2)  : participante
- 2019 : Boyard Land (France 2) : candidate
- 2019-2023, 2025 : Les Touristes (TF1) : participante
- 2019 : Tout le monde joue (France 2)
- 2020-2021 : Boyard Land (France 2) : personnage
- 2020-2025 : Le Grand Concours (TF1)
- 2020 : District Z (TF1) : candidate
- 2021, 2025 : Mot de passe (France 2) : Maître-Mot
- 2021 : Les Reines du shopping - Spéciale Miss France (M6) : candidate
- 2022 : Le Grand Quiz (TF1)
- 2023 : The Wheel : Le Cercle des 7 (TF1)
- 2024 : 100 % logique sur France 2
- 2025 : Les Invincibles sur France 2

##### Apparitions télévisées
Le 19 décembre 2020, elle est présente lors de l'élection de Miss France 2021 organisée au Puy du Fou, composée d'anciennes Miss France et présidée par Iris Mittenaere, Miss France et Miss Univers 2016.

### Filmographie

#### Série
- 2015 : Nos chers voisins : fêtent les vacances (TF1) : elle-même (Miss France)

#### Publicité
- 2018 : Vinted
- 2019 : Garnier
- 2020 : Citron Vert (institut de beauté)

#### Clips
- 2019 : Sereinement de Boostee
- 2021 : Mojo d'Alicia Aylies
- 2024 : Summer Body de Helena Bailly